# Micro-région de Barcs
La micro-région de Barcs (en hongrois : barcsi kistérség) est une micro-région statistique hongroise rassemblant plusieurs localités autour de Barcs.